# 函館西部地区の町並み

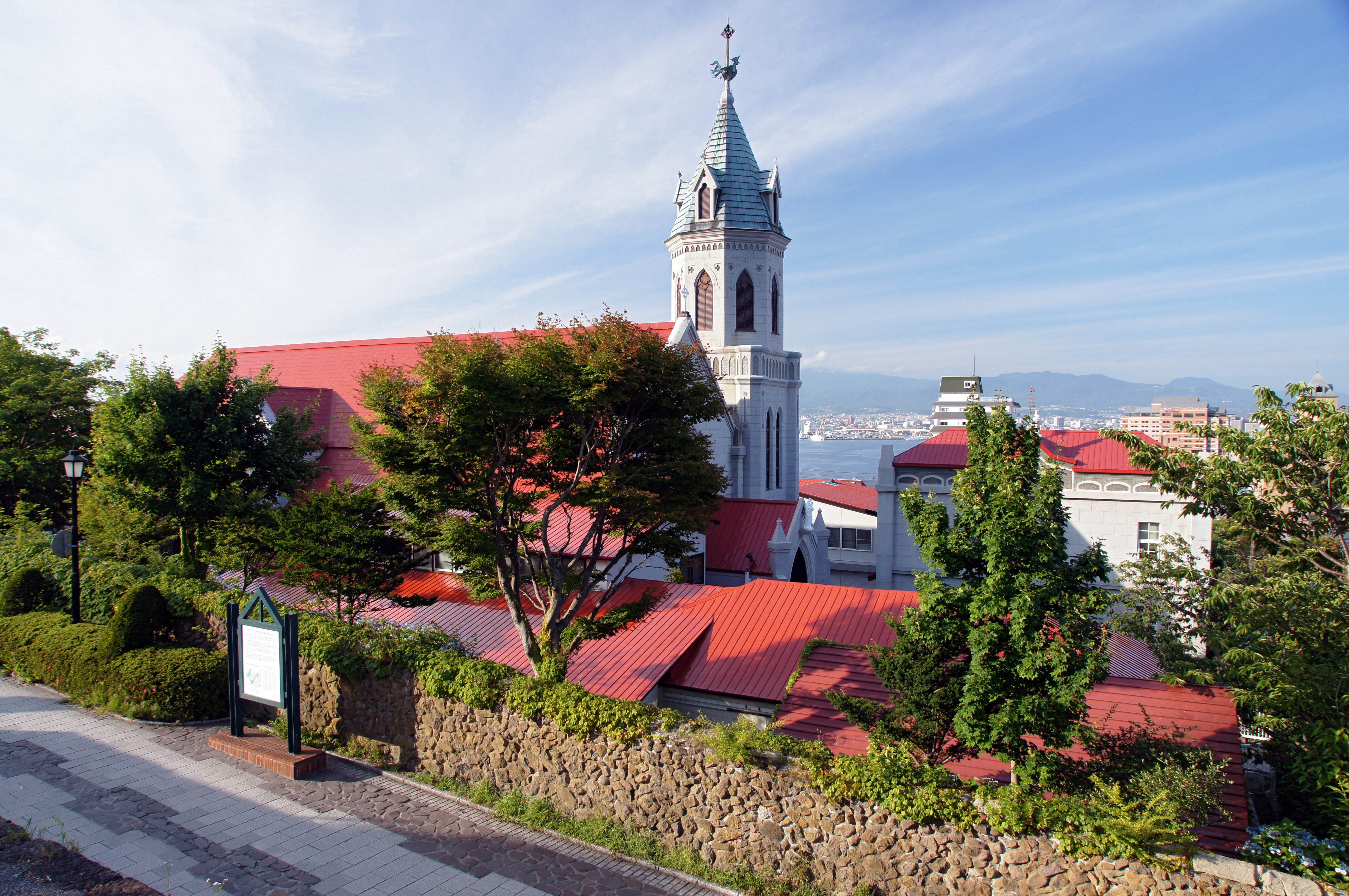
カトリック元町教会

函館西部地区の町並み（はこだてせいぶちくのまちなみ）は、北海道函館市にある北海道遺産に選定されている町並みである。
本項では函館市街西部に位置する函館山麓のうちの函館港側の「宇須岸」と言われていた函館市の発祥の地域を解説する。津軽海峡側の旧・尻沢辺村地区（谷地頭町・青柳町・住吉町）は対象外であるが、説明のしやすさから便宜上取り上げる。

## 概要
一般的に西部地区の町並みという呼び方は、元町、末広町、大町、豊川町および弥生町の各一部にあたる重要伝統的建造物群保存地区いう。
この地域の歴史は文化年間に商人の大石忠次郎により函館山側へ市街地の拡大がされた（旧町名は山ノ上町）。
第二次世界大戦後に観光地としての内外の評価の高まった影響によりバブル経済期には地価の高騰と高層マンションの建設との問題が起きた。周辺住民の反対運動という形で現れ、1991年（平成2年）4月には地域内で結成された複数の反対運動の会の連合組織「函館西部地区の高層建築を考える会」が結成されるほどで、市はその対応を迫られることになる。しかしバブル崩壊により1992年（平成3年）以降はマンション建設も急速に下火になったが、マンション建設やホテル建設が目的とされながら空地となった敷地のいくつかがそのまま放置され、斜陽化する地域を際立たせることになった。
住民としては一定の生活の困難さがみられる。2022年（令和4年）- 2023年（令和5年)現在、古民家を改装したおしゃれなカフェが開業していて若い女性を中心に人気が出ているものの、地域の人口減少や空き家問題を抱えており、例えば地区の公営住宅には風呂がない住宅もあり、公衆浴場の廃業により入浴困難者、いわゆる風呂難民も発生している、観光客にとっては美しい坂道が住民の移動を妨げ、市ではグリーンスローモビリティの実証実験（2022年<令和4年>）を行う、町会では函館バスに運行依頼した谷地頭温泉シャトルバス「9系統お元気バス谷地頭号」を週2回、1日1往復を運行するなど解決に苦慮している。

## 建築物
西部地区の町並みと呼ばれる伝統的建造物群保存地区は、函館山と函館港に囲まれ、この地区がもっとも繁栄していた明治末期から昭和初期にかけての洋風・和風・和洋折衷の建物が多く残る地域である。これらが、函館山から函館港に向かう坂道や路面電車が走る街路と調和して特色のある町並みを形成している。元町、末広町を中心とした14.5ヘクタールが「函館市元町末広町伝統的建造物群保存地区」の名称で、国の重要伝統的建造物群保存地区として選定されており、北海道遺産にも選定されている。
保存地区は大まかに二つのゾーンに分けられる。一つは主に山麓の傾斜地に広がる元町を中心とする地区で、函館ハリストス正教会復活聖堂、カトリック元町教会、旧函館区公会堂や元町公園などがこの地区に含まれる。行政・文化の中心地としての歴史性を持ち、外国文化の影響を受けた公共施設や宗教的建造物が建ち並ぶ。
もう一つは、函館港沿いの旧金森倉庫を中心とする地区で、赤煉瓦の倉庫や和洋折衷の海産商の旧宅が立ち並び、港町のにぎわいを今に残している。

### 主な建築物
主な建築物は下記の通り。
- 金森倉庫1号 - 5号（金森赤レンガ倉庫）
- 函館ハリストス正教会復活聖堂
- 旧函館区公会堂
- 旧開拓使函館支庁書籍庫
- 旧北海道庁函館支庁庁舎
- カトリック元町教会聖堂
- 真宗大谷派函館別院（東本願寺函館別院）本堂
- 旧イギリス領事館

## 坂道

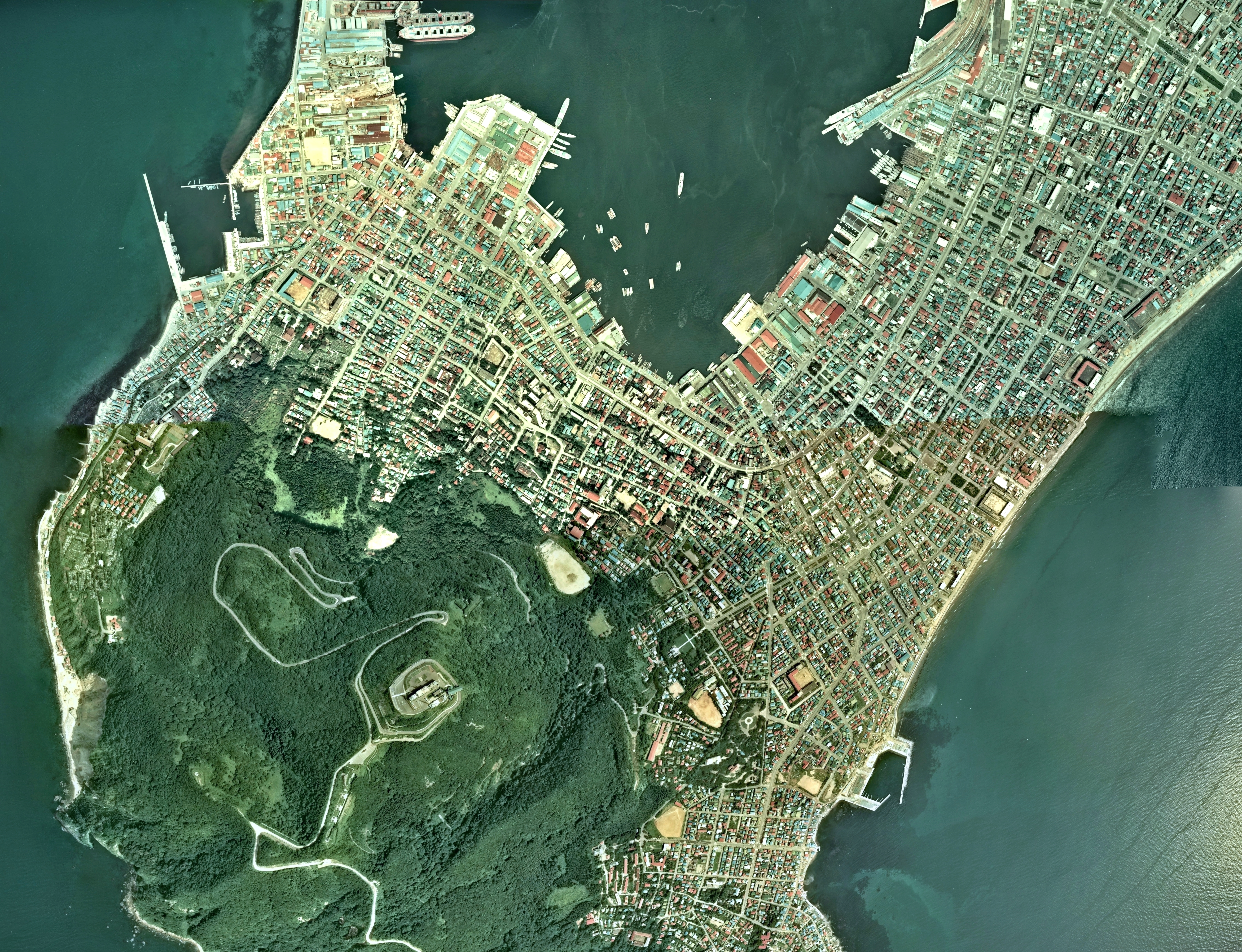
函館西部地区周辺の空中写真。
画像上部中央が函館港の南側水域、画像左下部の山が函館山。その間に広がる一帯が重要伝統的建造物群保存地区である。1976年撮影の11枚を合成作成。
。

弁天町、大町から発展したこの地域は山の手（函館山側）を切り開き、海岸（函館港側）を埋め立て土地を作り、市街地を作った影響で坂道が多い。のちの市街地の発展や函館大火後の市区改正の影響で変化し、今日のようになった。ここでは観光ガイドブック等に掲載されるほどの主要な坂道について解説する。

### 旧・尻沢辺村地区
谷地頭切通
函館市電青柳町停留場から谷地頭停留場にかけての電車通りの坂道。1878年（明治11年）に尻沢辺の谷地を埋め立て、その時にできた切通しができて谷地頭発展の基となった。電車を配した観光ポスターや映画、CMロケ等によく使われる。
青柳坂
旧・聖天坂（しょうでんざか）、旧・春日坂。函館市電宝来町停留場と青柳町停留場間に存在し、函館山に向かって伸びる。旧坂名は天台宗天祐寺にある大聖歓喜天、昭和40年まであった春日町から。坂の途中にある青柳小学校の校舎は函館大火の復興校として1935年（昭和10年）に建てられたもの。
あさり坂
市電宝来町停留場からまっすぐ登っていく坂、アサリの貝殻がたくさん出たことからこの名が付いた。ここでジョン・ミルンがエドワード・S・モースと貝塚を発掘している。坂の上に石川啄木の居宅跡がある。啄木の函館滞在は4か月ほどだが、最も充実していたという。「函館の青柳町こそかなしけれ　友の恋歌　矢ぐるまの花」の歌もここの情景と考えられる。

### 旧・箱館地区（旧・宇須岸地区）
護国神社坂
「汐見坂」ともいう。昔は「招魂社の坂」や「倒産坂」という呼び名もあった。この坂に面して門を立てるとばちが当たってかまどがつぶれるといわれた由来がある。グリーンベルトには高田屋嘉兵衛の銅像が立っている。
谷地坂
谷地頭に向かう坂ということからこの名がある。谷地頭は、かつて行楽地として当時の市民に親しまれた場所である。ただ函館大火による区画整理で道筋が変わった。
南部坂
江戸時代、蝦夷地が幕府の直轄地になった際、北方警備を命じられた南部藩の陣屋（南部陣屋）があったことからこの名が付いた。かつて、この坂の入口にデパートの丸井今井函館店があったため、「丸井さんの坂」とも呼ばれた。旧丸井今井の建物は現在、「函館市地域交流まちづくりセンター」として利用されている。坂の頂上には函館山頂に向かう函館山ロープウェイの駅がある。

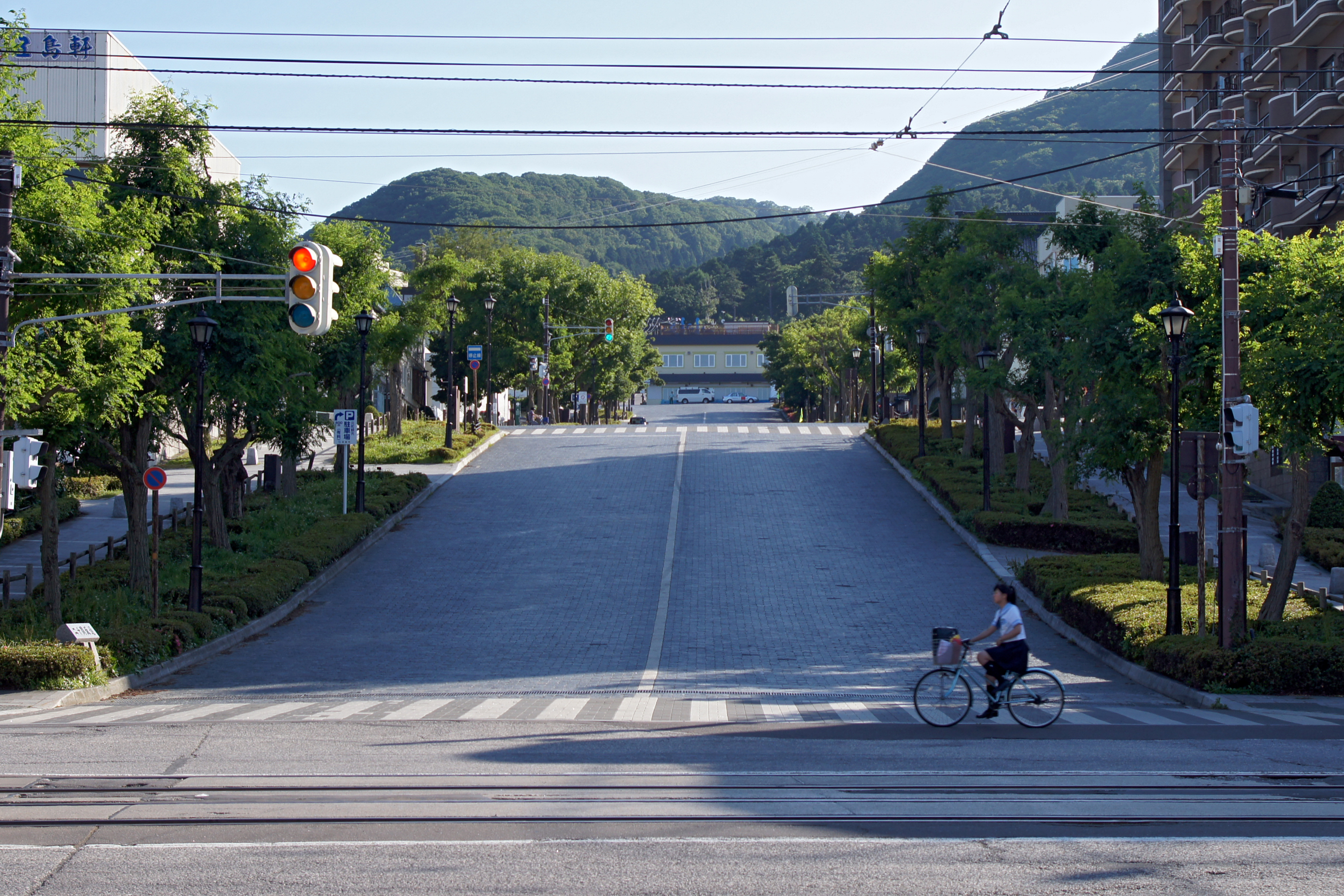
二十間坂
かつては木が多く茂っていたことから「緑坂」、または付近に大工や工人が多く住んでいたために「大工町坂」とも呼ばれた。1878年（明治11年）頃までの地図には見当たらない。1879年（明治12年）の大火のあと、1880年（明治13年）に防火帯として坂の拡幅が行われ、その幅が20間（約36m）あったことからこの名前が付いたが、1934年（昭和9年）3月21日の昭和9年大火では風向きの逆転があったため機能し、本来の目的の機能はしなかったと考えられている。1900年（明治33年）に建設された函館山の要塞に大砲を運ぶためのルートとして選ばれ、作業用にたくさんの杭が打たれたが、作業完了後も放置したために通行人がケガをしたとの苦情が出た（当時の新聞読者投稿）。

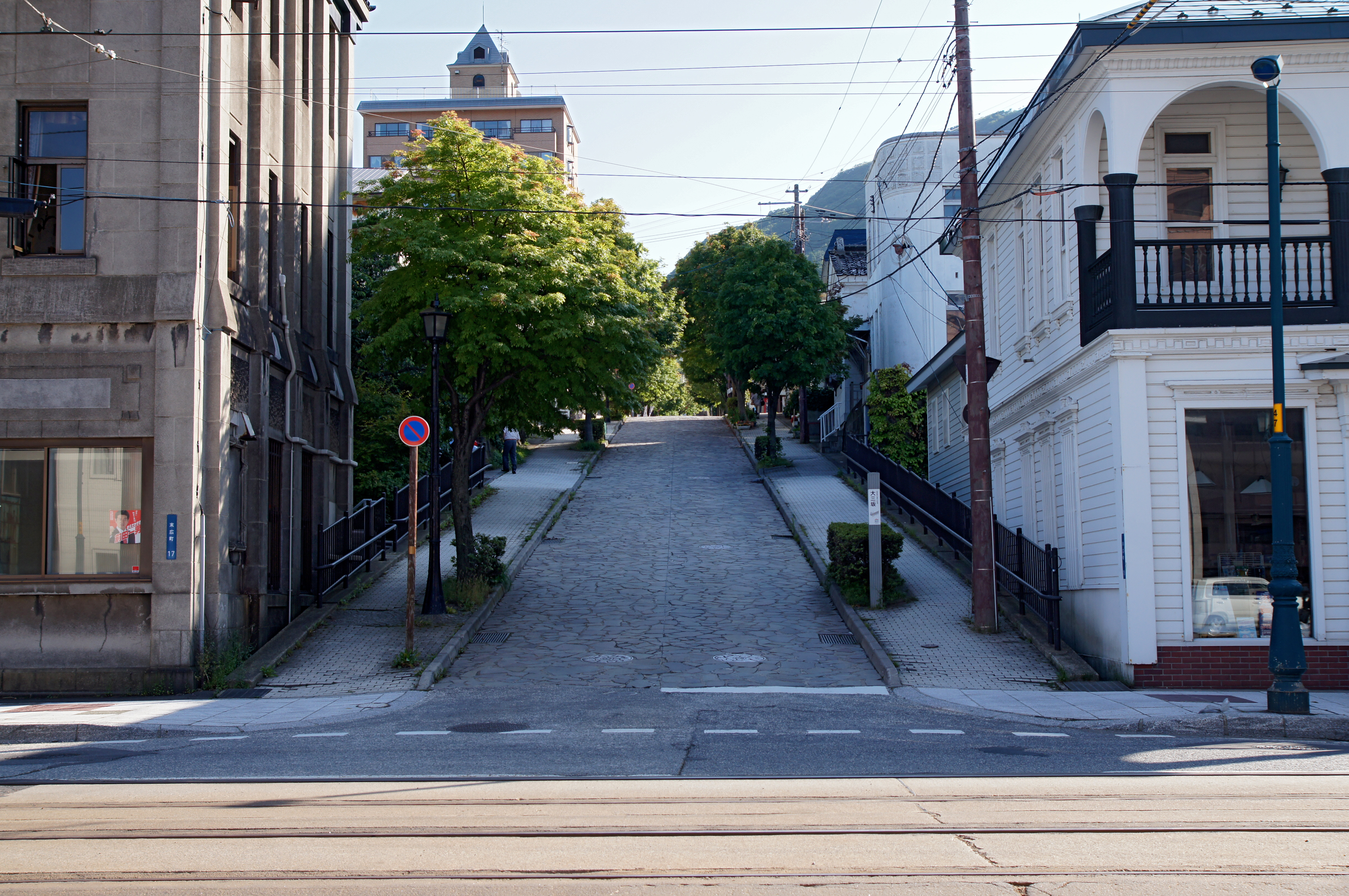
大三坂
昔、木下という人が住んでいたので、この坂は「木下の坂」と呼ばれていたが（『箱館夜話草』1857年）、その後「大三」という屋号の郷宿ができたので大三坂と呼ぶようになった。この大三には、箱館奉行所に公用で来る人が泊まったという。昭和62年（1987年）に「日本の道百選」に選ばれた。坂の上には、函館ハリストス正教会復活聖堂、カトリック元町教会、函館聖ヨハネ教会が建っている。

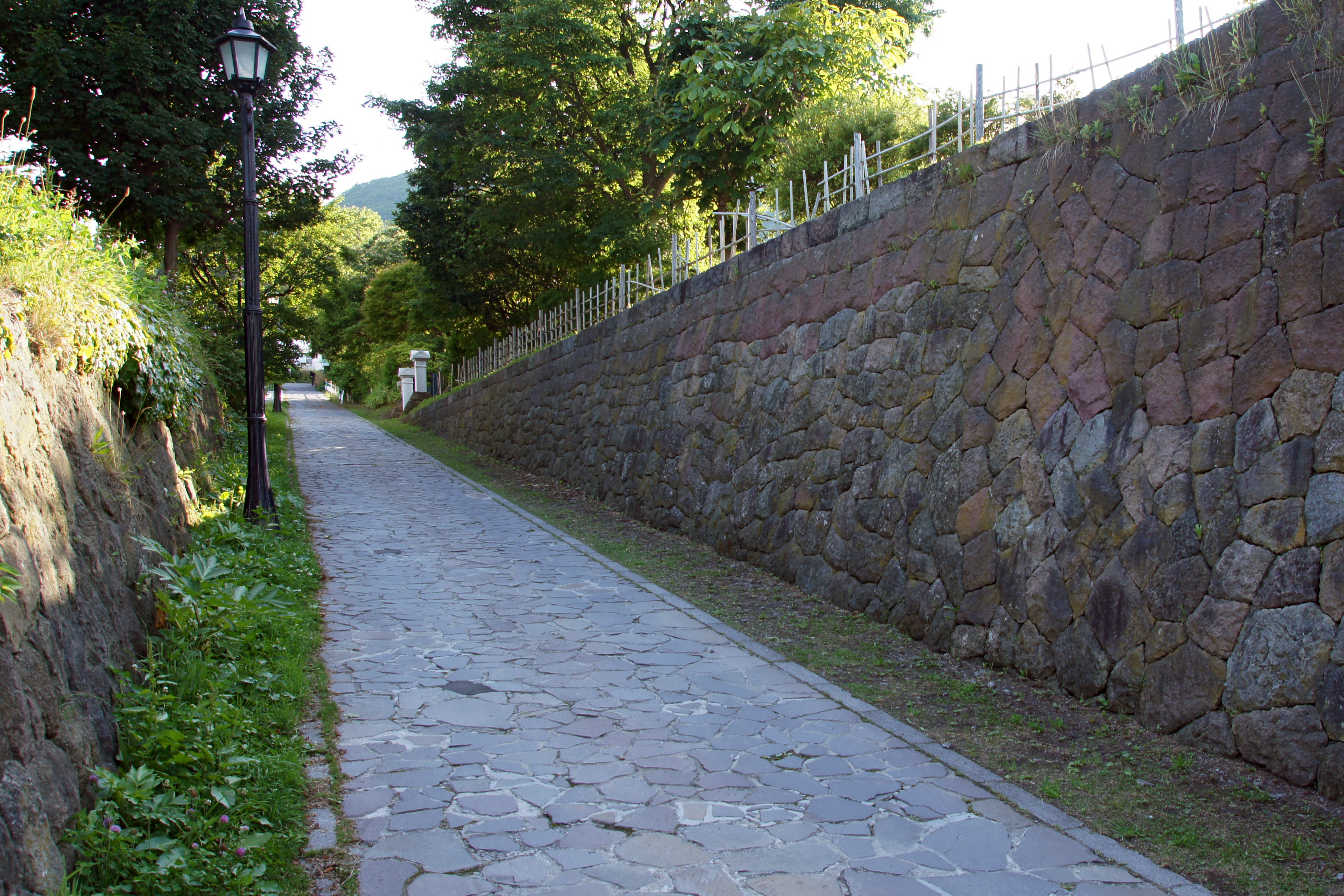
チャチャ（爺々）登り
函館では珍しいアイヌ語由来の地名。大三坂の上にあり、ハリストス正教会横から函館山に向かって伸びる急坂で、この坂を登るとき、だれもが老人のように腰をかがめることからこの名前が付いた。老人のことをアイヌ語で「チャチャ」と呼ぶ。

八幡坂
かつて、この坂の上に函館八幡宮があったことからこの名前がある。かつては湾曲していたが現在はまっすぐ港に向かう坂で、真正面に連絡船桟橋跡と旧青函連絡船函館市青函連絡船記念館摩周丸が見えるので、人気の観光スポットである。坂上には北海道函館西高等学校がある。明治11年函館大火と明治12年函館大火で被災。1896年（明治29年）に初代渡辺熊四郎が並木を植えた。しかし近年は観光客が車道で写真撮影を行い車両の通行を妨げる等の問題が起きているという。
日和坂
港が一望でき、天気を見る（日和見）ことが出来る坂ということでこの名がある。坂の上には保延元年（1135年）建立の北海道最古といわれる船魂神社がある。義経伝説を持つ神社でもある。船魂神社のあたりからトンビの飛ぶ姿をよく目にできたため、特に坂の上方を昔は「トビ坂」と呼んでいた。

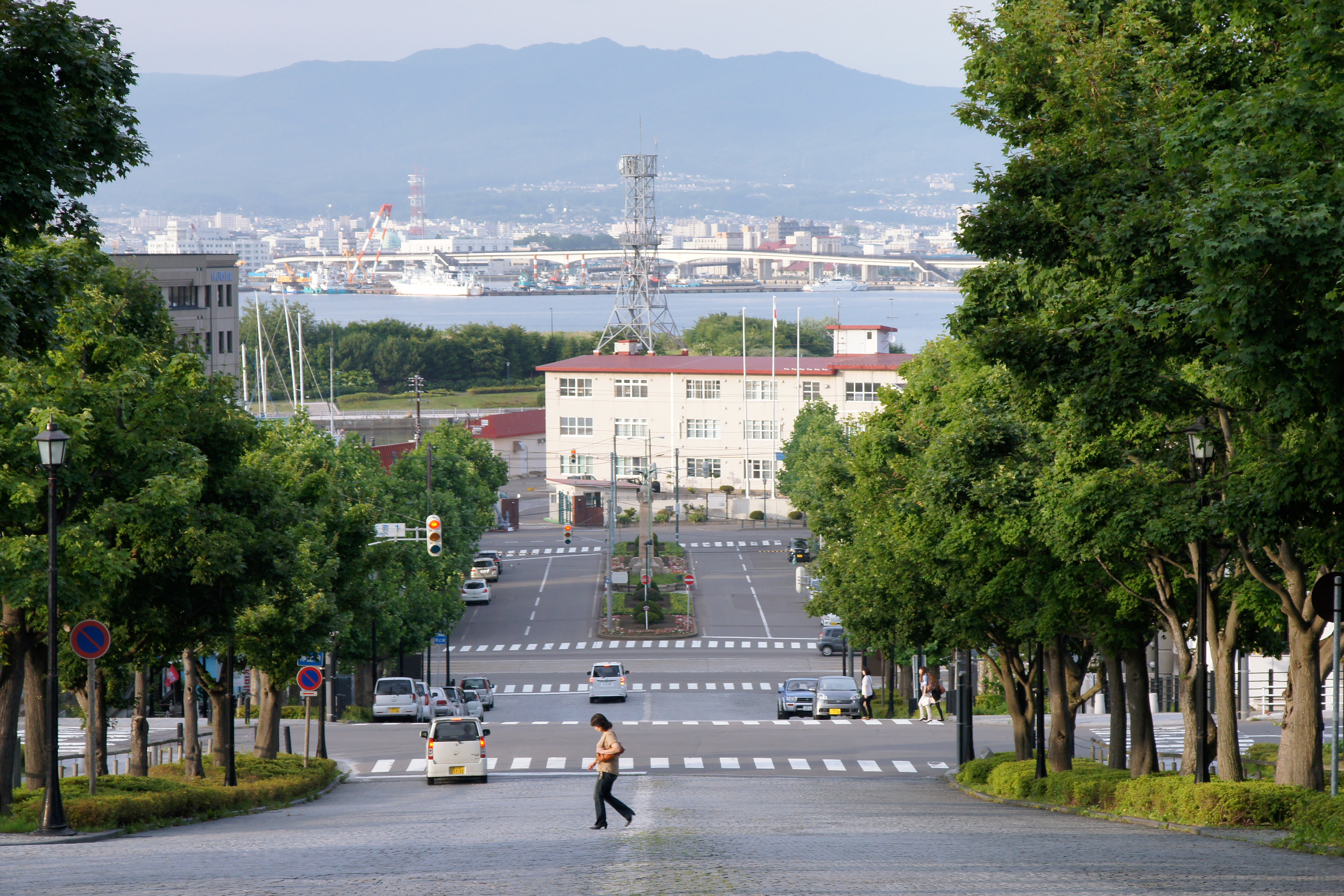
基坂
かつて函館から札幌に向かう札幌本道の起点であり、里程を図る里程元標が置かれていたことからこの名前が付いた。元標は坂下の左角にかつて日本銀行函館支店があり、その向かい角にあった。坂の上の元町公園一帯は過去に亀田番所、箱館奉行所、開拓使、開拓使函館支庁、函館県庁、渡島支庁がおかれ、1950年（昭和25年）まで行政機関が置かれていたことから住民は「御役所坂」「御殿坂」とも呼んだ。
東坂
あずまざか。かつて浄玄寺（現、真宗大谷派函館別院）があり、「東（本願寺）の坂」と呼ばれ、その名が残った。途中に函館中華会館がある。かつては2本の坂があり、一方が「浄玄寺坂」、もう一方が「東の坂」または「白鳥坂」と呼んだ。現在のように1本の坂になったのは1879年（明治12年）の明治12年函館大火後である。最大斜度は14.36度を誇る急坂。
弥生坂
かつては2本の坂だったが、1879年（明治12年）年の明治12年函館大火後に現在のような1本の坂となった。この時、地域の繁栄・発展を祈り春を意味する「弥生」の名がついた。函館市立弥生小学校はこの坂の名から命名された。函館市公式の観光案内Webサイト「はこぶら」によると、長さは約720メートルあり、函館山山麓の主要な坂の中では最長としている。なお、この坂の東隣りには短い「改心坂」があった。この地にはかつて遊廓「山ノ上遊廓」があり、後述する常盤坂の別名「見返り坂」とは違い、客を冷やかす目的で付けたのではないかと推測されている。
常盤坂
江戸時代にこの坂の上に商人の大石忠次郎の屋敷があり、そこに奥州の「義経腰掛の松」という銘木の種を得たという大木の松があった（奥州義経腰掛松実生大石の松。樹幹高さ2間3尺　周囲1間3尺6寸　蔓枝高さ10間3尺3寸　周囲30間9寸。1879年（明治12年）2月焼亡）。それで常盤の松にちなんでこの名が付いた。この坂の麓の方は別名「見返り坂」と呼ばれる。その理由は、この坂の途中にかつて遊廓「山ノ上遊廓」があり、楽しんだ客が名残を惜しんで見返り見返り帰ったことにちなむ。また、坂の上には大石忠次郎が経営する芝居小屋があり、「芝居町の坂」とも呼ばれたことがある。
姿見坂
かつて、この坂の上に、江戸の吉原遊廓を模した遊廓「山ノ上遊廓」があり、この一帯は茶屋町と呼ばれ、遊女たちの姿が見られたことでこの名がある。この遊郭は1871年（明治4年）の明治4年函館大火で焼失し、遊廓は蓬来町に移転した（蓬莱遊廓）。かつては坂町通りと呼ばれていた。坂下には路面電車の「姿見坂下停留場」があった。
幸坂
1875年（明治8年）からの坂名で、以前は坂の上の函館市立幸小学校のところに神明社（現・山上大神宮。坂の上にある）があったので、もともとは「神明坂」と呼ばれていたが、町名「幸町」にちなんだ。幸町とは明治のはじめに弁天町の人々が町の繁栄のために海面を埋め立てたものの資金不足で完成せず、福島屋杉浦嘉七が引き継ぎ完成させた埋立地にできた町で、「将来幸多かれ」という願いが込められている。
千歳坂
諸説あるが、近くにあった千歳の松に由来するといわれる。1879年（明治12年）の明治12年大火をはじめとして大火のごとに街区整理されたため、坂道も変遷している。この坂のあった場所も、かつては「神楽坂」という細い坂があったが、大火後の区画整理でこの坂になった千歳坂の名も、この頃から使われだした。
船見坂
1873年（明治6年）に船見町の町名が誕生したのを機に名付けられた。1879年（明治12年）の明治12年函館大火後に行われた区画整理では、元々は上半分だけだったものが、下から上までまっすぐ1本に開通した。現在の長さになったのは、函館市立西中学校のできた太平洋戦争後のことである。港に出入りする船がよく見られたのでこの名が付いた。かつては、称名寺まで通じていたため「称名寺の坂」とも呼ばれる。さらに前は坂下に麹屋があったので「麹屋の坂」、急な坂から「地獄坂」と呼ばれたこともある。
魚見坂
明治以前からあったが、幅が狭く防火上の問題があったために台町遊廓の経営者の出資により1885年（明治18年）2月21日にリニューアルした西部地区の一番西にある坂。坂の入口に市電函館どつく前停留場（旧称・弁天停留場）があるが、大正時代の中頃にここから高龍寺前まで坂道上に路面電車を通す構想もあったが実現しなかった。山背泊に来る魚群を見ることからこの名が付いた。かつてこの一帯は台町と呼ばれ、その由来は安政3年（1856年）に弁天台場が築かれたことによる。それでこの坂を「台町の坂」と呼ばれたこともあった。1879年（明治6年）2月27日に坂の左右を台町遊廓として遊廓指定地に指定される。客層は船員や漁業者が多かったと伝わっている。1907年（明治40年）8月25日発生の明治40年函館大火により焼失し、大森町へ移転（函館遊廓または大森遊廓、辰巳の里とも呼ぶ）、跡地は住宅地になって当時の面影をとどめるものは何もない。坂を登った先には、高龍寺や外国人墓地がある。

## 第二次世界大戦
第二次世界大戦（太平洋戦争、大東亜戦争）末期の1945年（昭和20年）7月14日15時頃に同地区内旧・駒止町への空襲があり、169棟、384戸が焼失した。

## 夜景
市は1990年度（平成2年度）より国のふるさと創生事業の交付金1億円を活用し、歴史的建造物のライトアップや街路灯強化を行った（1989年<平成元年>策定のファンタジー・フラッシュ・タウン基本計画）。2006年度（平成18年度）には函館市夜景グレードアップ構想・基本計画などを策定してリニューアルを行った。

## イベント
- 函館西部地区バル街 - チケット制の飲食店飲み歩き・食べ歩きイベント
- はこだて国際民俗芸術祭
- はこだて冬フェスティバル - 冬季の観光誘致イベント。かつては五稜郭地区でのまちづくりイベントを兼ねていた